# Sława (gemeente)
De gemeente Sława is een stad- en landgemeente in het Poolse woiwodschap Lubusz, in powiat Wschowski.
De zetel van de gemeente is in Sława.
Op 30 juni 2004 telde de gemeente 12 144 inwoners.

## Oppervlakte gegevens
In 2002 bedroeg de totale oppervlakte van gemeente Sława 326,78 km², waarvan:
- agrarisch gebied: 41%
- bossen: 49%

De gemeente beslaat 52,3% van de totale oppervlakte van de powiat.

## Demografie
Stand op 30 juni 2004:
| Omschrijving                   | Totaal | Totaal | Vrouwen | Vrouwen | Mannen | Mannen |
| ------------------------------ | ------ | ------ | ------- | ------- | ------ | ------ |
| eenheid                        | aantal | %      | aantal  | %       | aantal | %      |
| inwoners                       | 12 144 | 100    | 6157    | 50,7    | 5987   | 49,3   |
| bevolkingsdichtheid (inw./km²) | 37,2   | 37,2   | 18,8    | 18,8    | 18,3   | 18,3   |

In 2002 bedroeg het gemiddelde inkomen per inwoner 1500,8 zł.

## Plaatsen
Bagno, Cegłówko, Ciepielówek, Ciosaniec, Dąb, Dębczyn, Dębowo, Droniki, Głuchów, Gola, Jutrzenka, Kamienna, Krążkowo, Krępina, Krzepielów, Krzydłowiczki, Kuźnica Głogowska, Lipinki, Lubiatów, Lubogoszcz, Łupice, Myszyniec, Nowe Strącze, Przybyszów, Przydroże, Radzyń, Spokojna, Stare Strącze, Szreniawa, Śmieszkowo, Tarnów Jezierny, Tarnówek, Wróblów.

## Aangrenzende gemeenten
Kolsko, Kotla, Nowa Sól, Przemęt, Siedlisko, Szlichtyngowa, Wijewo, Wolsztyn, Wschowa